# أسيفا ميزيغبو
أسيفا ميزيغبو هو عداء مسافات طويلة إثيوبي معتزل ولد في يوم 19 يونيو 1978 في سيدامو، أبرز إنجازاته كان تحقيقه الميدالية البرونزية في دورة الألعاب الأولمبية الصيفية 2000 في سيدني، كما كان قد حصل على الميدالية الذهبية في الألعاب الأفريقية 1999 في جوهانسبيرغ في جنوب أفريقيا.

## روابط خارجية
- أسيفا ميزيغبو على موقع الاتحاد الدولي لألعاب القوى (الإنجليزية)
- أسيفا ميزيغبو على موقع أوليمبيديا (الإنجليزية)